# Himmerland Golf Klub
Het Himmerland Golf Klub is een golfclub in Farsø, in Noord-Denemarken. Het golfcomplex waar de leden spelen maakt deel uit van de Himmerland Golf & Spa Resort. 
De Garia Course is een ruim aangelegde 18-holes parkbaan, die in 1980 geopend werd. De openbare Bette Course heeft negen par-3 holes (pay & play). 

Op de 18 holesbaan werd van 1994 t/m 1998 het Himmerland Open gespeeld. De 18 holesbaan werd in 2012 gerenoveerd en in 2013 heropend. Van 2014-2016 wordt daar het Made in Denmark toernooi van de Europese PGA Tour gespeeld.